# Букваль
Букваль (фр. Bouqueval) — муниципалитет во Франции, в регионе Иль-де-Франс, департамент Валь-д'Уаз. Население — 293 человека (1999).
Муниципалитет расположен на расстоянии около 19 км севернее Парижа, 28 км восточнее Сержи.

## Демография
Динамика населения (Cassini и INSEE):